# Doom: Анігіляція
Doom: Анігіляція — американський науково-фантастичний бойовик 2019 року, сценаристом і режисером якого став Тоні Гігліо. Це перезавантаження, засноване на франшизі від «id Software», друга екранізація після фільму «Doom» 2005 року.

## Про фільм
Загін морських піхотинців прибуває до наукової бази на одному з марсіанських супутників. Там місцеві науковці відкрили портал в пекло, і коридорами бродять різноманітні монстри.

## Знімались
| Актор          | Роль      |
| -------------- | --------- |
| Емі Менсон     | Джоан     |
| Домінік Мафем  | Бетруджер |
| Люк Аллен-Гейл | Беннет    |
| Чіді Аюфо      | Акуа      |
| Гарі Діллон    | Кан       |
| Луїс Менділор  | Гловер    |
| Джина Філіпс   | Дейзі     |